# Provincia de San Antonio de Putina

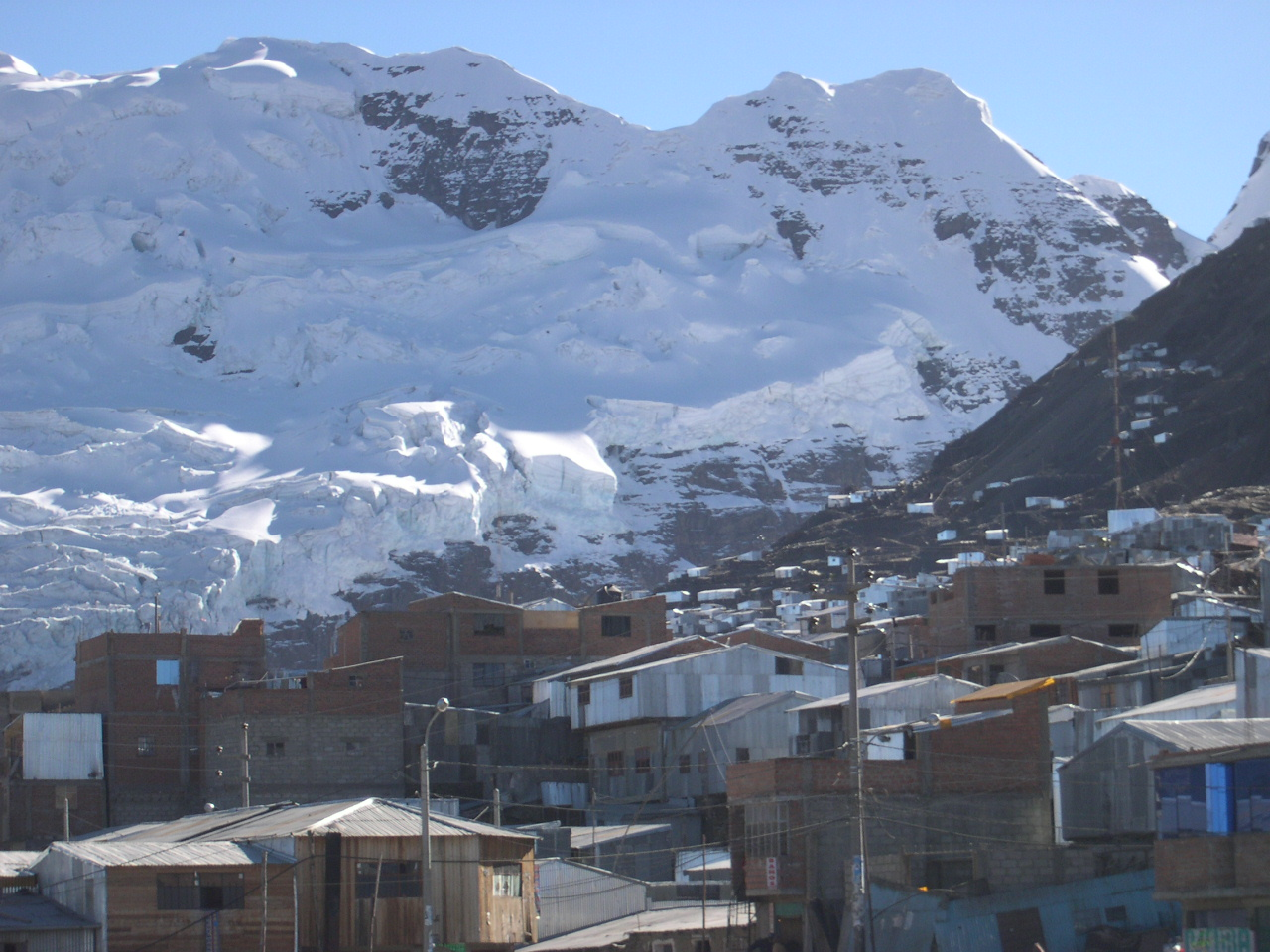
La Rinconada, ciudad más poblada de la provincia, ubicada en el distrito de Ananea.

La provincia de San Antonio de Putina es una de las trece que conforman el departamento de Puno en el sur del Perú. Limita por el norte con la provincia de Carabaya y la provincia de Sandia, por el este con Bolivia, por el sur con la provincia de Huancané y por el oeste con la provincia de Azángaro.
Desde el punto de vista jerárquico de la Iglesia católica, antes pertenecía a la Diócesis de Puno sufragánea de la arquidiócesis de Arequipa.hasta que fue creado la prelatura de Ayaviri por el Papa Pio II el 30 de julio de 1958 a partir de la fecha perteneció a la prelatura de Ayaviri hasta la creación de la nueva Prelatura de Huancané que fue el 3 de abril de 2019 creado por el Papa Francisco.

## Historia
La provincia de San Antonio de Putina fue creada por el decreto del 12 de junio de 1989, en el primer gobierno del presidente Alan García.

## Geografía
Esta provincia tiene un área de 3207,38 km². 

## División administrativa
Se divide en cinco distritos:
1. Ananea
2. Pedro Vilca Apaza
3. Putina
4. Quilcapuncu
5. Sina

## Autoridades

### Regionales
- Consejero regional
  - 2019-2022:[2] José Luis Borda Cahua (Alianza para el Progreso)

### Municipales
- 2015-2018[3]
  - Alcalde: Serapio Sucasaire Sucasaire, Movimiento Proyecto de la Integración para la Cooperación (PICO).
  - Regidores: Bonifacio Quispe Ccarita (PICO), Yenny Juana Sucso Ramírez (PICO), Cirila Machaca Toro (PICO), César Enrique Gemio Torres (PICO), Genaro Neyra Mullisaca (PICO), Nilda Beatriz Ccarita Quea (PICO), Miguel Ángel Chávez Fuentes (Frente Amplio para el Desarrollo del Pueblo), Jharoll Romario Sacaca Laura (Poder Andino), Antonio Reymundo Obregón Enríquez (Movimiento Agrario Puneño).

### Policiales
- Comisaría Sectorial Policial de Putina
  - Comisario: Comandante PNP

### Religiosas
- Prelatura de Huancané[4]
  - Obispo: Mons. Giovanni Cefai[5]
- Parroquia

## Atractivos turísticos
- Piscina municipal: Cuenta con aguas termomedicinales de múltiples bondades curativas.

- Parque Sirpiqaqa: Sirpiqaqa, uno de los atractivos turísticos de la provincia de San Antonio de Putina, que proviene de las palabras sirpi, diablo, o sierpe, serpiente, y qaqa, peñón o peñasco. Es decir, Sirpiqaqa es el 'peñasco del diablo' o la 'serpiente de piedra', un lugar exótico para los aventureros.

- Las puyas de Raimondi: La puya de Raimondi, llamada la reina nativa de América, es una de las plantas más hermosas del planeta, que se impone en lo más alto, ajena a su extinción, y cada día es más vulnerable ante sus depredadores. Tiene varias características que la hacen única en el planeta. Su inconfundible figura domina el paisaje de la comunidad de Santiago de Bellavista, a cinco kilómetros de la capital de la provincia de San Antonio de Putina.

- Criaderos de vicuñas de Calacala: La provincia de San Antonio de Putina es harto conocida por sus criaderos de vicuñas de Calacala, Picotani, Trapiche, entre otros. La vicuña, la reina de los Andes, supera una población de más de diez mil cabezas de vicuñas en el ámbito de la provincia de San Antonio de Putina.

- Bosque de piedras de Chijus: Un hermoso paraje que se ubica en la puna, a más de 4500 m s. n. m. y a 45 km de la capital de la provincia de San Antonio de Putina. Da la impresión de ser una ciudad perdida petrificada. Se pueden apreciar formaciones rocosas de distintas siluetas en toda la explanada.

- Criadero de tarucas de Tarucani: Se encuentra en el centro poblado de Tarucani, aproximadamente a nueve kilómetros de la capital de la provincia.

## Festividades
- Junio: San Antonio de Padua
- Mayo: San Isidro Labrador